# Tempo-Effekt
Der Tempo-Effekt ist ein von John Bongaarts und Griffith Feeney geprägter Begriff zu Statistiken in der Demografie.

## Auswirkung
Er führt bei altersspezifischen Statistiken zu Verzerrungen, wenn sich das Durchschnittsalter verändert. Bei einer Erhöhung des Durchschnittsalters führt der Tempo-Effekt zu einer Reduktion und bei einer Verringerung des Durchschnittsalters zu einer Erhöhung der Periodenraten. Der Effekt ist für demographische Statistiken typisch, weshalb auch tempostandardisierte Statistiken berechnet werden. Österreich führt als erstes Land der Welt ein System des regelmäßigen monatlichen Monitoring der Geburtenentwicklung ein, das die vom „Tempo-Effekt“ bereinigte Entwicklung darstellt.